# Дивный (Краснодарский край)
Дивный — посёлок в Успенском районе Краснодарского края России.
Входит в состав Вольненского сельского поселения.

## Географическое положение
Посёлок расположен в 4 км к юго-западу от центра сельского поселения — села Вольного на правом берегу Урупа.

## Население
| 2002 | 2010 |
| ---- | ---- |
| 679  | ↗682 |